# Sereno Watson
Sereno Watson (East Windsor Hill, 1º dicembre 1826 – Cambridge, 9 marzo 1892) è stato un botanico statunitense.

## Biografia
Sereno Watson crebbe in una fattoria del Connecticut. Si diplomò all'Università di Yale nel 1847 e per qualche anno fece i più diversi mestieri. Nel 1866 si iscrisse alla Scuola Scientifica Sheffield di Yale e per due anni studiò chimica e mineralogia, per poi trasferirsi in California.
Nel 1868 fece parte della spedizione geologica di Clarence King lungo il 40º parallelo. Botanico della spedizione era stato designato William Whitman Bailey (1843-1914) a cui, però, la precaria salute impedì di partire con la spedizione l'anno seguente, e Watson fu incaricato di sostituirlo.
Al termine del viaggio, la relazione botanica di Watson si rivelò di un livello particolarmente elevato, nonostante egli non avesse mai ricevuto una formazione in tale disciplina.
Il botanico Asa Gray (1810-1888), che la lesse, ne fu talmente entusiasta che offrì a Watson un posto di assistente all'Erbario Gray dell'Università di Harvard. Nel 1874 ne divenne Conservatore e ricoprì tale carica sino alla morte.

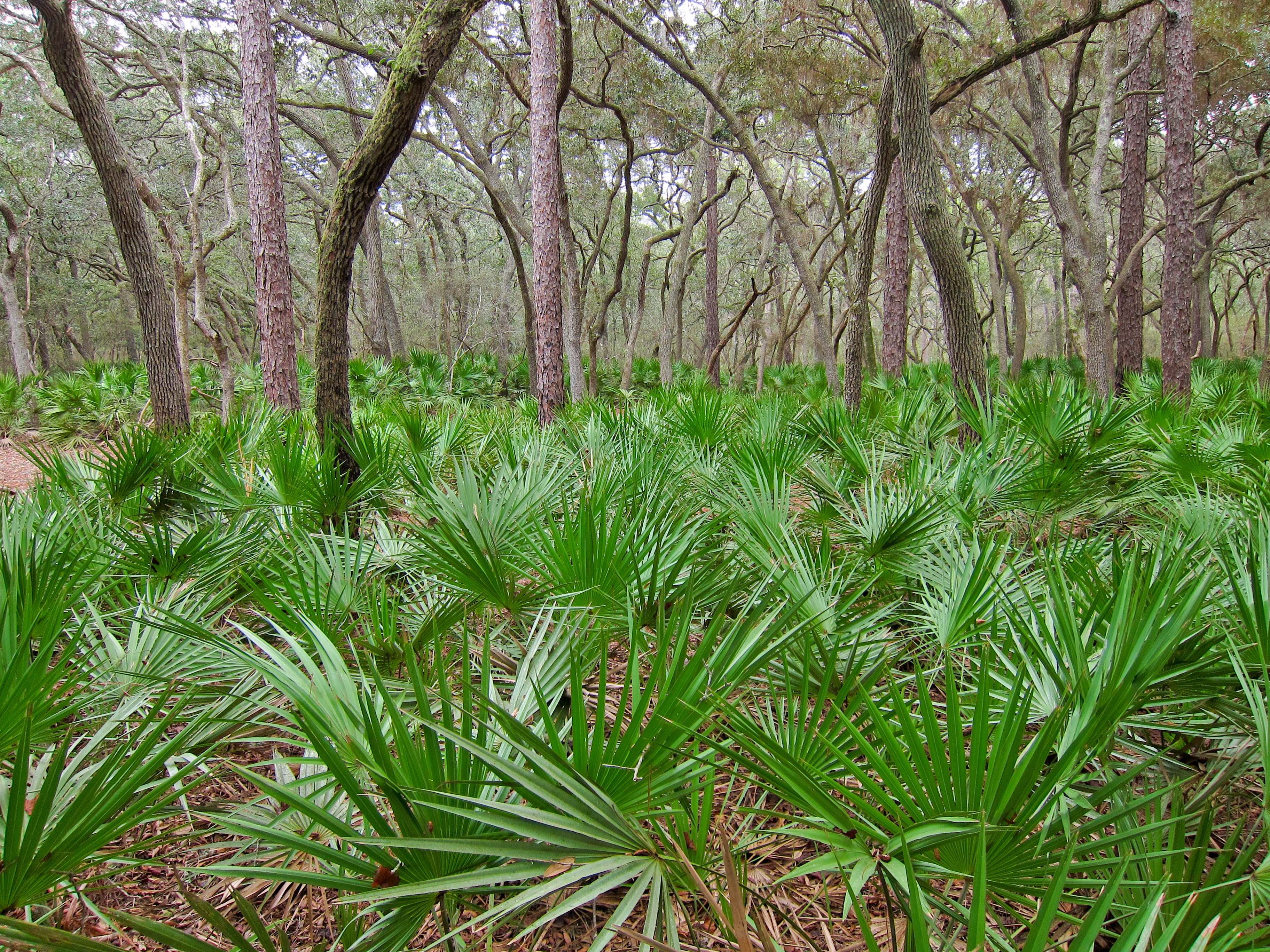
Serenoa repens

Al suo nome è dedicato il genere di palme americane Serenoa, comprendente l'unica specie Serenoa repens, il cui estratto lipido-sterolico è usato ancor oggi per la sua azione terapeutica nelle affezioni della prostata.

## Opere
- "Botany", in Report of the geological exploration of the 40th parallel made ... by Clarence King, 1871.
- "Contributions to American Botany". In: Proceedings of the American Academy of Arts and Sciences, 1879 - (on line).
- "Contributions to American Botany". In: Proceedings of the American Academy of Arts and Sciences, 1887 - (on line).
- "Contributions to American Botany". In: Proceedings of the American Academy of Arts and Sciences, 1891 - (on line) Archiviato il 4 settembre 2016 in Internet Archive.
- Pubblicazioni di e su Sereno Watson: on WorldCat.